# Scolopia theifolia
Scolopia theifolia är en videväxtart som beskrevs av Ernest Friedrich Gilg. Scolopia theifolia ingår i släktet Scolopia och familjen videväxter. Inga underarter finns listade i Catalogue of Life.